# Capilla de San Francisco Javier (Macao)
La Capilla de San Francisco Javier (en portugués: Capela de São Francisco Xavier) fue construida y consagrada por el entonces obispo de Macao D. José da Costa Nunes en 1928, para evangelizar y servir a la pequeña comunidad católica en Coloane (para que esta época, la isla estaba poco poblada). Esta capilla es dedicada a San Francisco Xavier, el patrono de los misioneros y uno de los dos patronos de la Diócesis de Macao en China.
Posee una fachada simple, de color crema y blanca, con ventanas ovales. En esta pequeña capilla de 3 plantas, de estilo barroco, estuvieron guardadas algunas de las reliquias más sagradas del Asia cristiana. Allí fue depositada una reliquia de San Francisco Javier junto com las huesos de mártires portugueses y japoneses muertos en Nagasaki, durante las persecuciones del año 1597, y los huesos de los mártires vietnamitas del siglo XIX.